# Nesles-la-Vallée
Nesles-la-Vallée és un municipi francès, situat al departament de Val-d'Oise i a la regió de Illa de França. L'any 2007 tenia 1.843 habitants.
Forma part del cantó de Saint-Ouen-l'Aumône, del districte de Pontoise i de la Comunitat de comunes Sausseron Impressionnistes.

## Demografia

### Població
El 2007 la població de fet de Nesles-la-Vallée era de 1.843 persones. Hi havia 676 famílies, de les quals 148 eren unipersonals (64 homes vivint sols i 84 dones vivint soles), 212 parelles sense fills, 268 parelles amb fills i 48 famílies monoparentals amb fills.
La població ha evolucionat segons el següent gràfic:
Habitants censats

### Habitatges
El 2007 hi havia 821 habitatges, 706 eren l'habitatge principal de la família, 82 eren segones residències i 33 estaven desocupats. 769 eren cases i 50 eren apartaments. Dels 706 habitatges principals, 614 estaven ocupats pels seus propietaris, 75 estaven llogats i ocupats pels llogaters i 17 estaven cedits a títol gratuït; 10 tenien una cambra, 38 en tenien dues, 104 en tenien tres, 145 en tenien quatre i 409 en tenien cinc o més. 559 habitatges disposaven pel capbaix d'una plaça de pàrquing. A 272 habitatges hi havia un automòbil i a 393 n'hi havia dos o més.

### Piràmide de població
La piràmide de població per edats i sexe el 2009 era:
| Homes | Edats   | Dones |
| ----- | ------- | ----- |
| 0     | 95 o +  | 0     |
| 0     | 90 a 94 | 4     |
| 12    | 85 a 89 | 28    |
| 4     | 80 a 84 | 16    |
| 28    | 75 a 79 | 24    |
| 28    | 70 a 74 | 20    |
| 40    | 65 a 69 | 52    |
| 56    | 60 a 64 | 40    |
| 20    | 55 a 59 | 32    |
| 68    | 50 a 54 | 60    |
| 88    | 45 a 49 | 84    |
| 76    | 40 a 44 | 76    |
| 76    | 35 a 39 | 84    |
| 48    | 30 a 34 | 60    |
| 36    | 25 a 29 | 60    |
| 72    | 20 a 24 | 44    |
| 72    | 15 a 19 | 64    |
| 88    | 10 a 14 | 84    |
| 40    | 5 a 9   | 52    |
| 36    | 0 a 4   | 64    |

## Economia
El 2007 la població en edat de treballar era de 1.253 persones, 905 eren actives i 348 eren inactives. De les 905 persones actives 866 estaven ocupades (471 homes i 395 dones) i 39 estaven aturades (14 homes i 25 dones). De les 348 persones inactives 103 estaven jubilades, 152 estaven estudiant i 93 estaven classificades com a «altres inactius».

### Ingressos
El 2009 a Nesles-la-Vallée hi havia 711 unitats fiscals que integraven 1.864 persones, la mediana anual d'ingressos fiscals per persona era de 27.560 €.

### Activitats econòmiques
Dels 102 establiments que hi havia el 2007, 1 era d'una empresa extractiva, 3 d'empreses alimentàries, 2 d'empreses de fabricació de material elèctric, 3 d'empreses de fabricació d'altres productes industrials, 14 d'empreses de construcció, 21 d'empreses de comerç i reparació d'automòbils, 3 d'empreses de transport, 6 d'empreses d'hostatgeria i restauració, 7 d'empreses d'informació i comunicació, 4 d'empreses financeres, 7 d'empreses immobiliàries, 20 d'empreses de serveis, 7 d'entitats de l'administració pública i 4 d'empreses classificades com a «altres activitats de serveis».
Dels 23 establiments de servei als particulars que hi havia el 2009, 1 era una oficina de correu, 1 una oficina bancària, 3 tallers de reparació d'automòbils i de material agrícola, 3 paletes, 2 guixaires pintors, 3 electricistes, 1 empresa de construcció, 1 perruqueria, 2 restaurants, 5 agències immobiliàries i 1 saló de bellesa.
Dels 8 establiments comercials que hi havia el 2009, 1 era una gran superfície de material de bricolatge, 1 una botiga de més de 120 m², 3 fleques, 1 una fleca i 2 floristeries.
L'any 2000 a Nesles-la-Vallée hi havia 8 explotacions agrícoles que ocupaven un total de 632 hectàrees.

## Equipaments sanitaris i escolars
L'únic equipament sanitari que hi havia el 2009 era una farmàcia.
El 2009 hi havia una escola elemental.

## Poblacions més properes
El següent diagrama mostra les poblacions més properes.